# 伊奴寢子社
伊奴寢子社（日語：いぬねこしゃ）是位於神奈川縣座間市的座間神社其攝末社。
在2012年（平成24年）8月所創建，在日本也是很不同尋常專門為宠物的唯一神社。其名称不只是給人狗猫专用的印象，還有「為守護所有愛的生物的神社」的用意。

## 概說
創建時，名稱是表記為「伊奴寢子神社」，但在2013年（平成25年）夏天左右，改為現在的名稱。
通過專用的鳥居參道，右邊為狗、左邊為貓的石坐像相對搭配，正面配置了包括底座在內、高度與人身高一樣高的神殿。社殿的内部祭祀著圓形的小鏡子，另外在社殿的右邊也一併設有蚕神社（日文：蚕神社，平假名：かいこじんじゃ）。
蠶神社是「在飼養家畜和養蠶盛行的時候，為守護該社（座間神社）境内的家畜等等避免病疫」而設置的。 曾幾何時隨時代變遷，現代因為狗和貓等等的寵物變成家族一員而投入大量感情，蠶神社轉型成為新的伊奴寢子社而創建。
介紹看板上也說明蠶神社的別名是伊奴寢子社。蠶神社是現在的伊奴寢子社創建以後，座間神社境內的「寄宮」所轉社而來（日語：よせみや） 。
此神社可以帶著寵物一起參拜。

## 祭神

### 保食神（うけもちのかみ）
也是蠶神社的祭神。
保食神的屍體，其頭化為「牛马」、眉毛長出「蠶繭」。（出自日本書紀 神代條目）。

## 神明降福
重要寵物的健康長壽、無病無災、傷病平癒、開運招福、驅除邪魔。
如果用手掌撫摸神社境内的「狗」、「貓」像，願望可以成真。

## 照片集

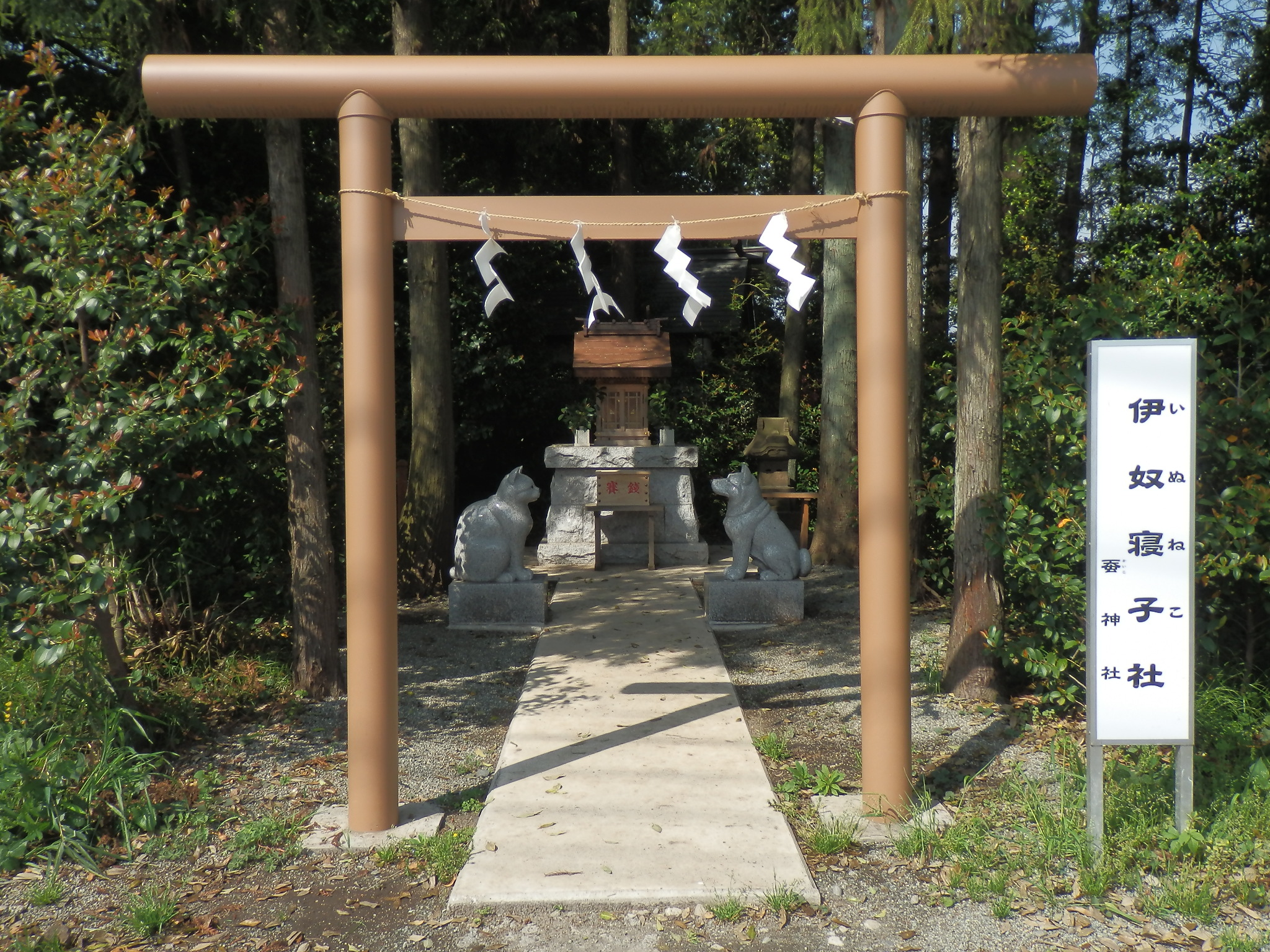
全景
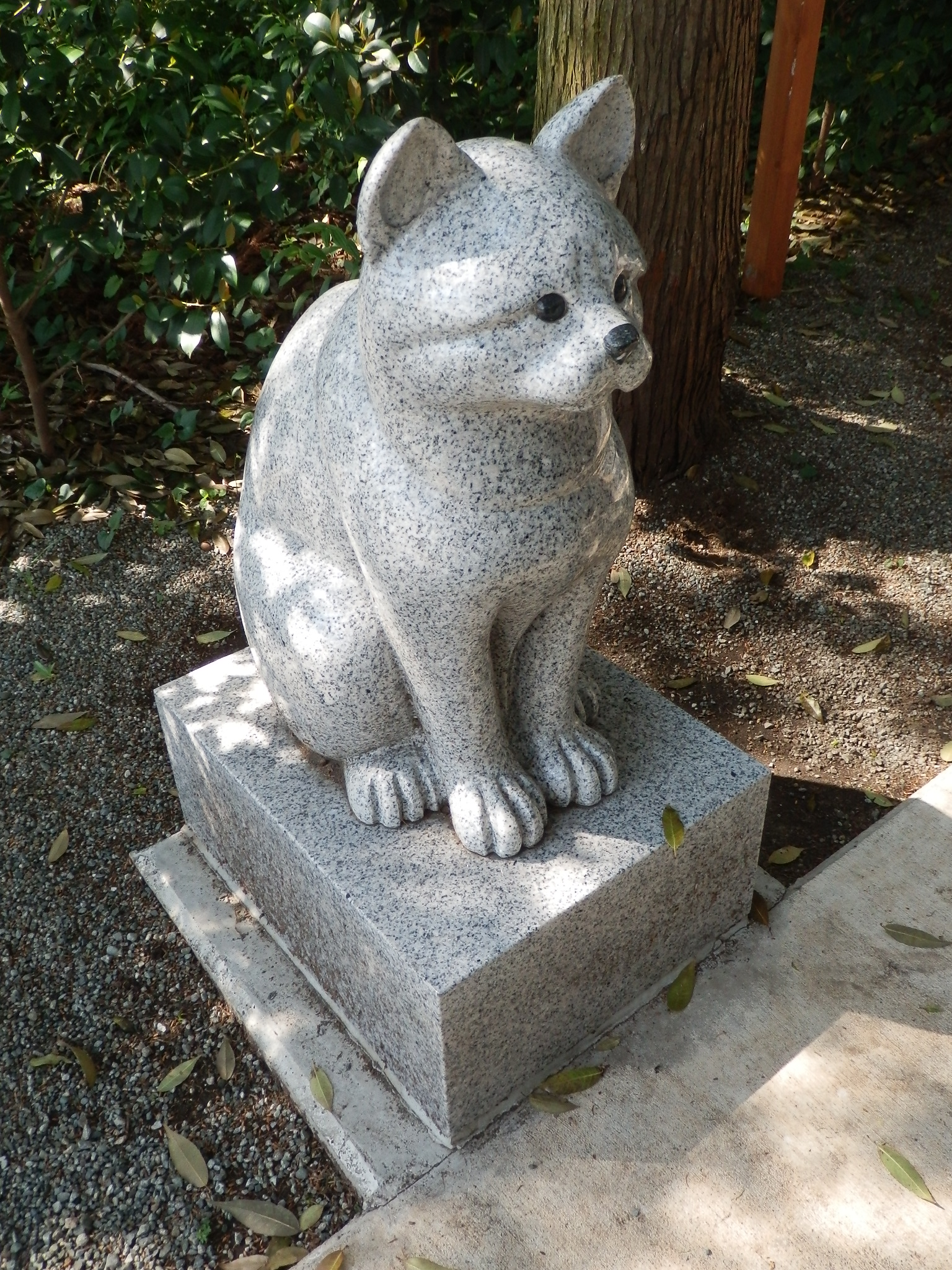
貓座像
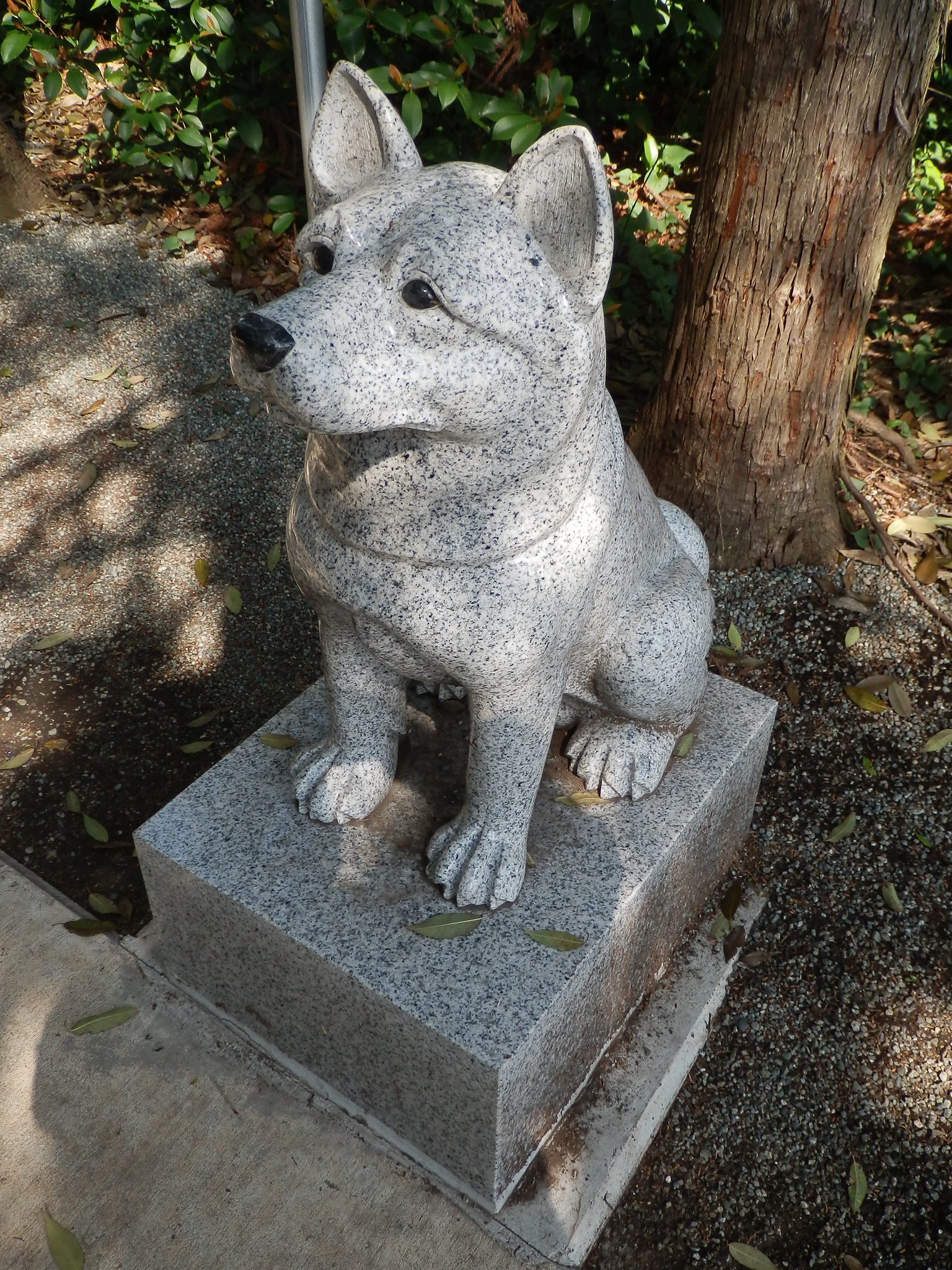
犬座像
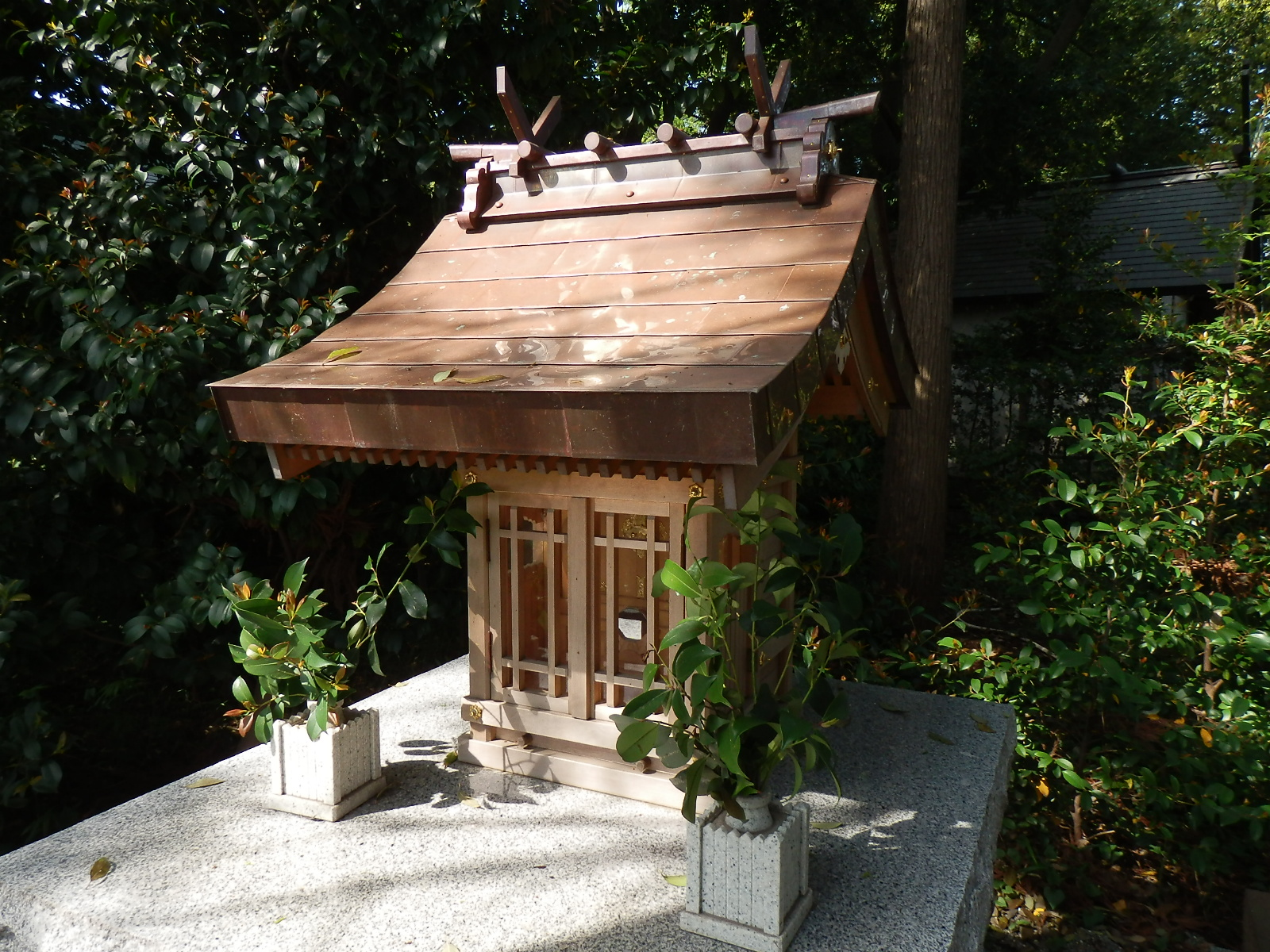
社殿和鏡子
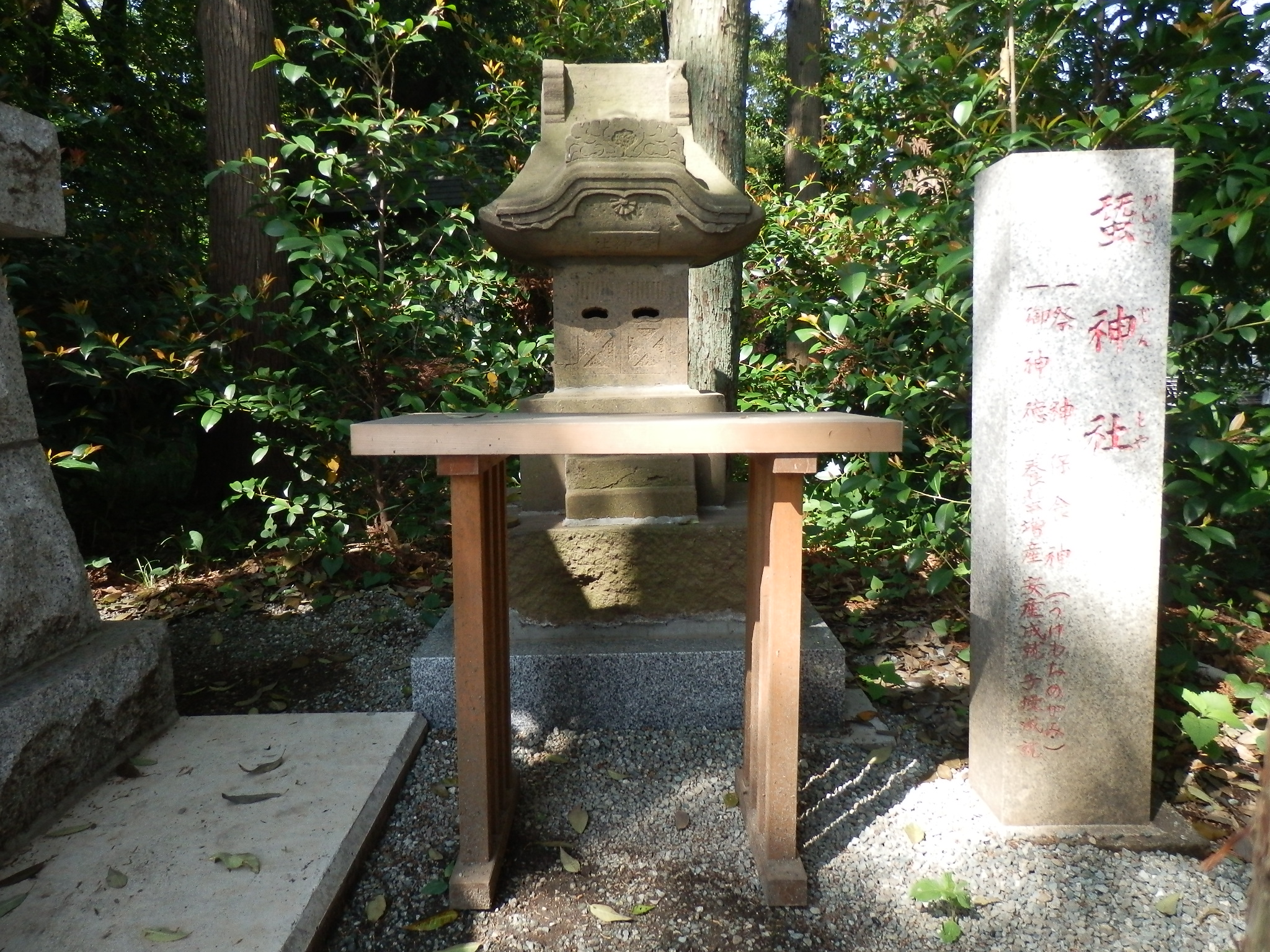
蠶神社
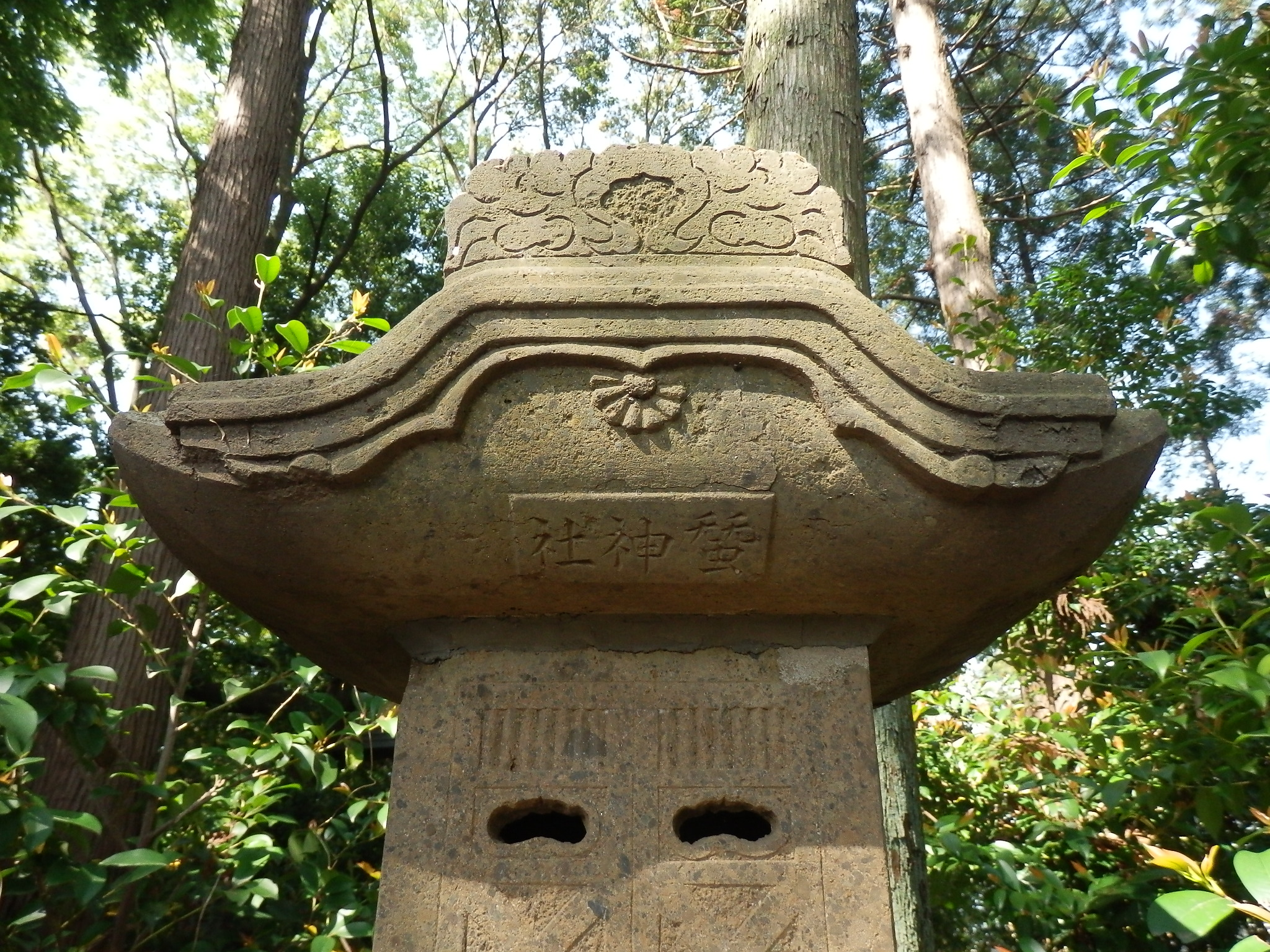
蠶神社
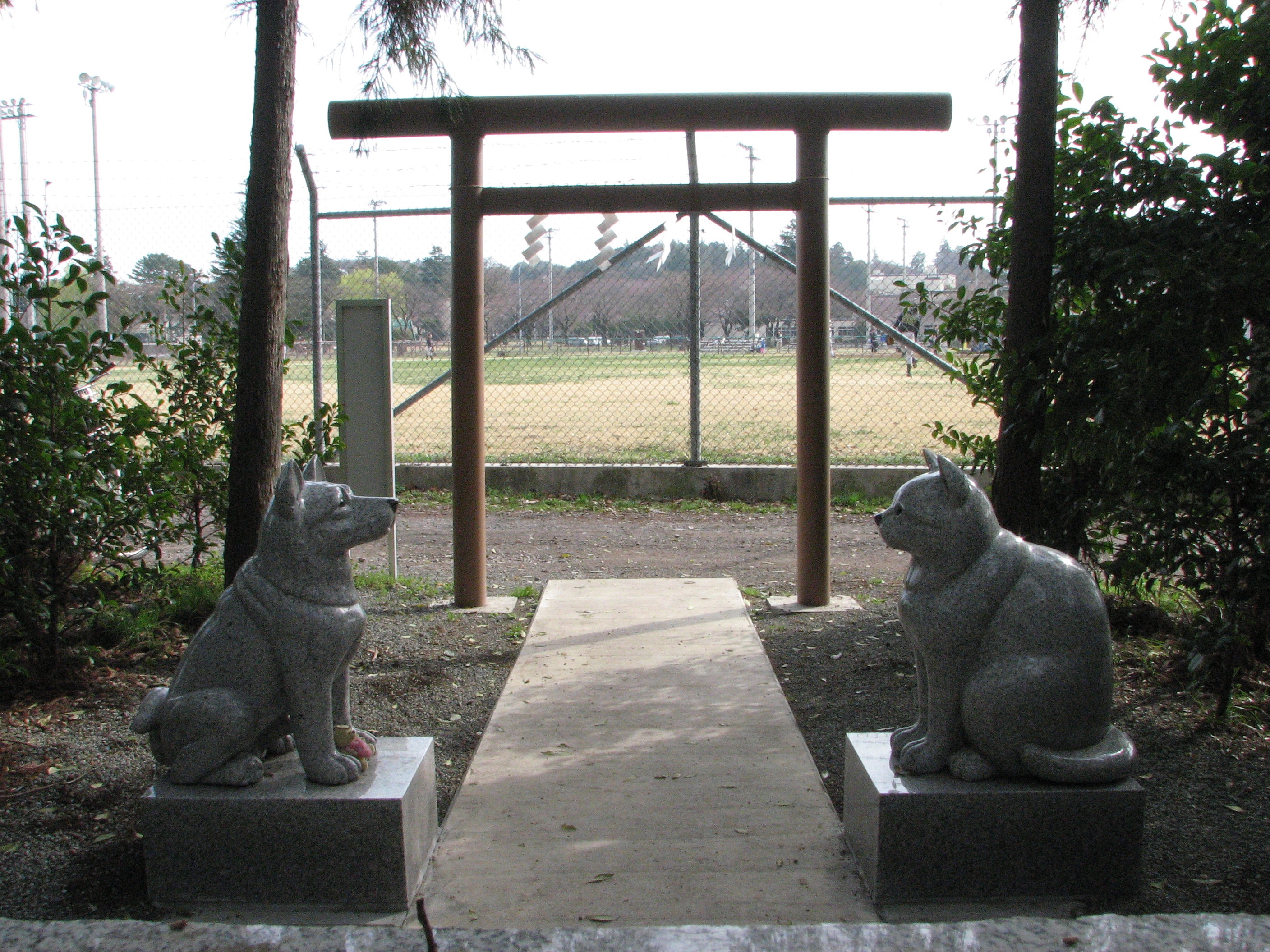
從社殿方向所看的風景
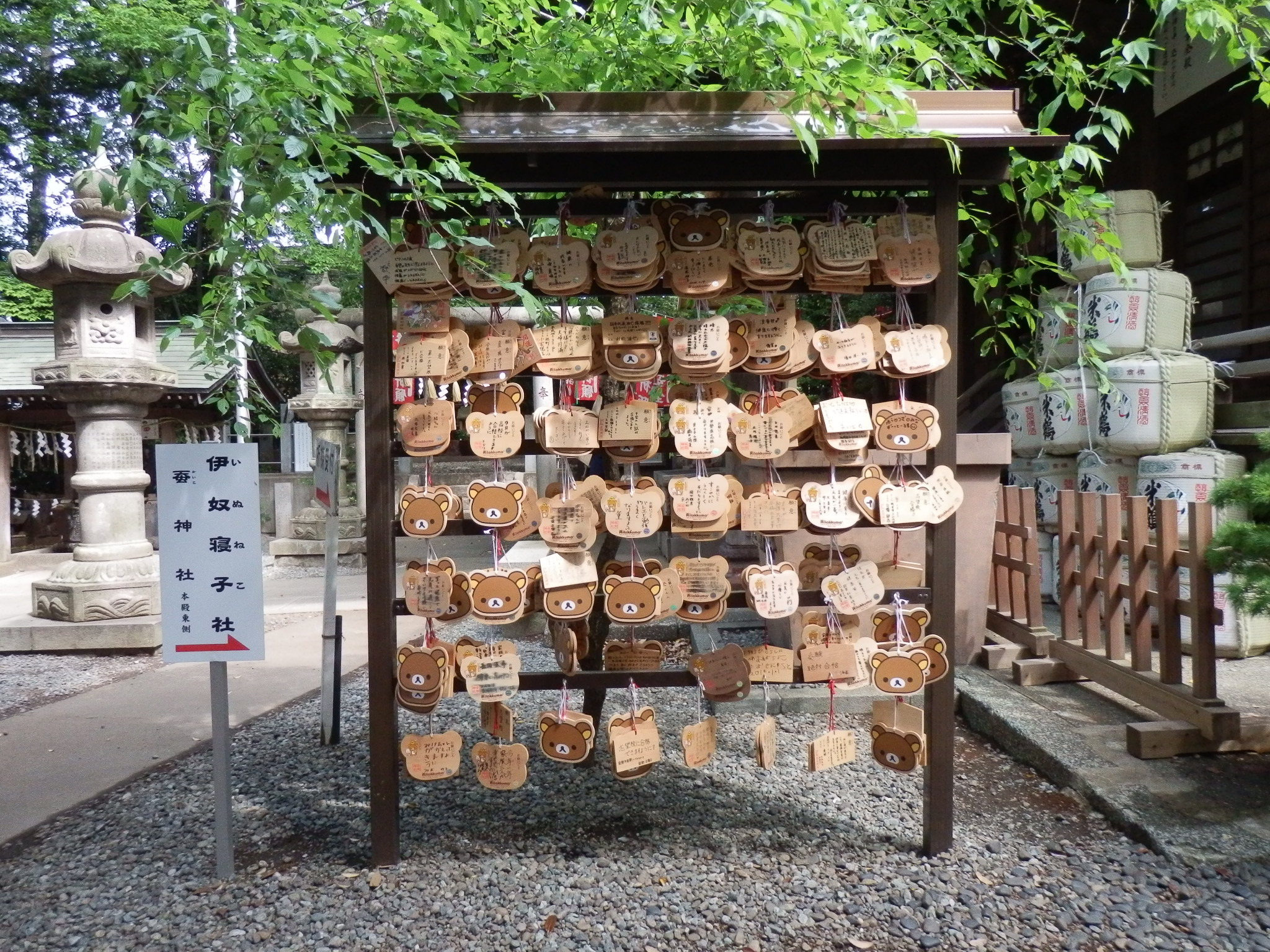
座間神社全部的繪馬掛
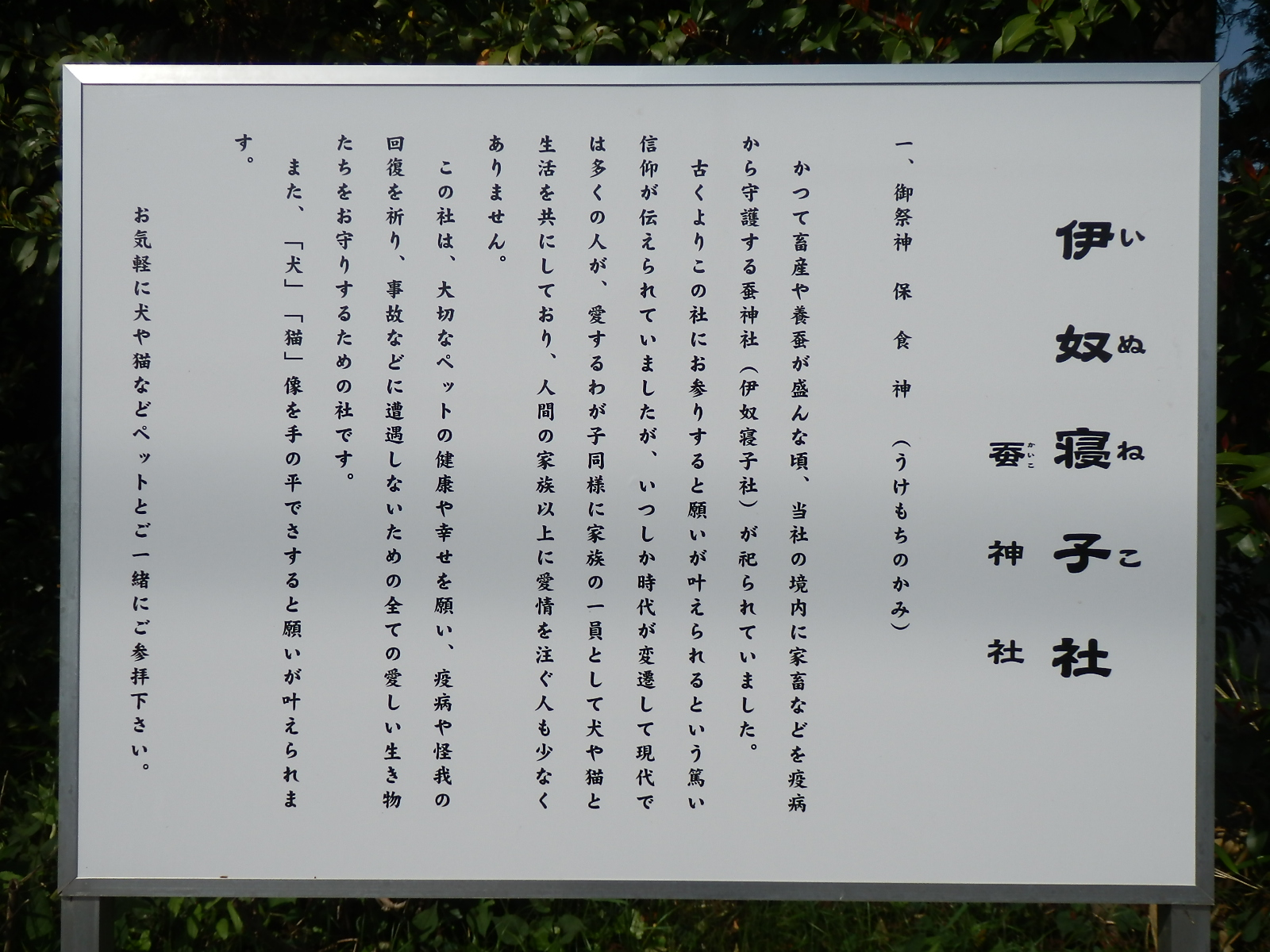
新的介紹板
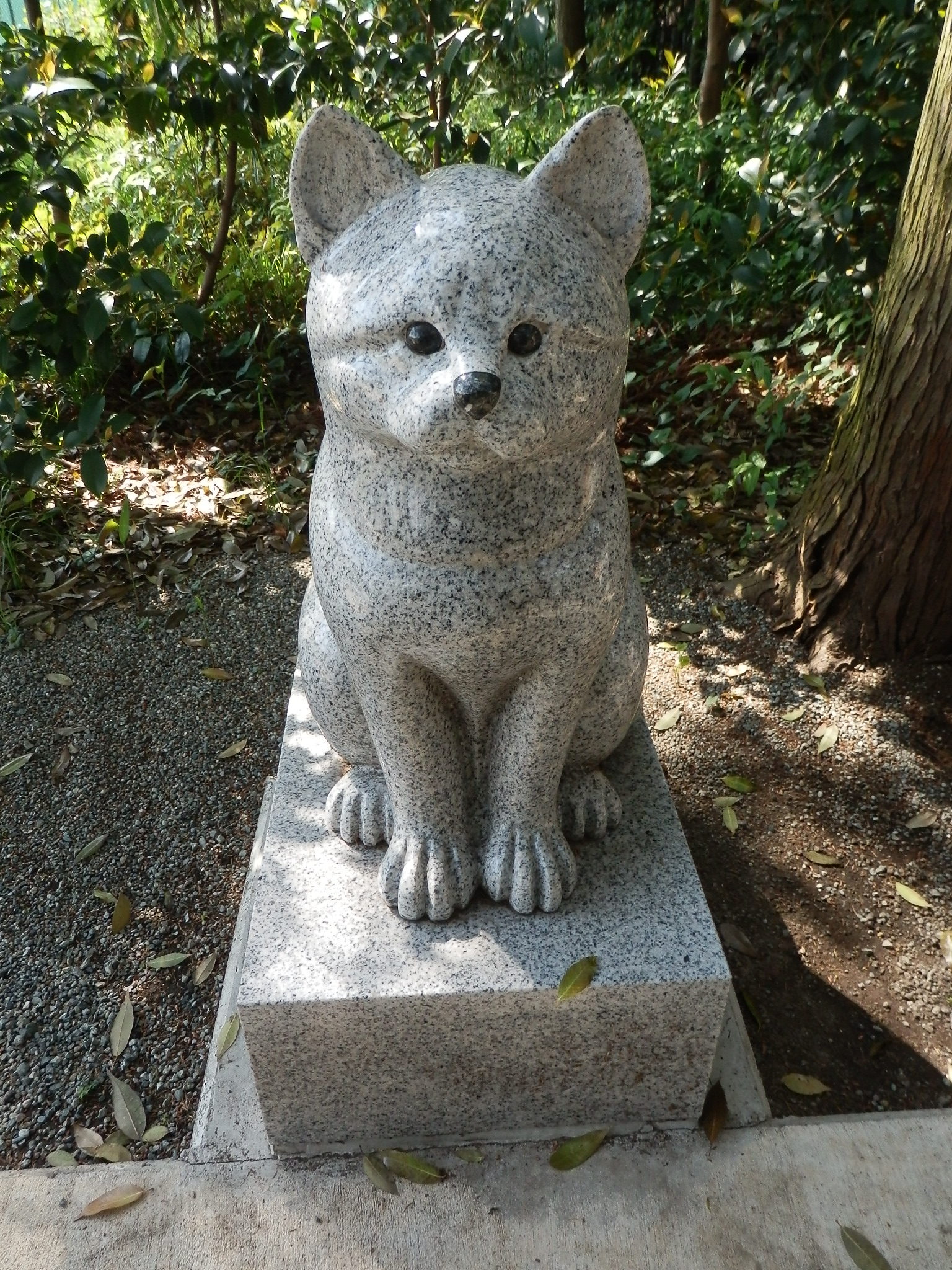
猫座像（正面）

## 註腳
1. ↑  . 座間神社.   [2014-04-28]. （原始内容存档于2020-03-31）.
2. ↑  . 伊奴寝子神社（いぬねこじんじゃ） クー太郎の「おまぬ日記」.   [2014-05-03]. （原始内容存档于2014-05-03）.
3. ↑  根據新介紹板
4. ↑  . シェフのだらりん日記.   [2014-04-28]. （原始内容存档于2016-03-05）.
5. ↑  . スピリチュアル女子大生 CHIE(神林千恵子)の霊視鑑定.   [2014-04-28]. （原始内容存档于2018-05-08）.
6. ↑  . 伊奴寝子神社  ねこねこねこ.   [2014-05-03]. （原始内容存档于2018-06-29）.
7. ↑  . 価格_com - テレビ紹介情報.   [2014-05-03]. （原始内容存档于2018-06-29）.
8. ↑  部落格「ねこねこねこ」的訪問和電視節目「おしかけスピリチュアル」的取材提到神社名的變更時期是「夏」。
9. ↑  舊高座郡是高座豚生産勝地。現在地座間市是舊高座郡的一部分地域。
10. ↑  蠶神社在昭和3年奉遷至座間神社境内。原本可能是在座間市入谷的星谷寺(座間市教育委員会掲示の｢座間神社の由緒｣による)。. 猫のあしあと.   [2015-12-25]. （原始内容存档于2020-11-01）.
11. ↑  新介紹板的意譯
12. ↑  合祀二位以上的神，如共同祭祀神社的祭神和其他神明。
13. ↑  . 座間神社.   [2014-04-28]. （原始内容存档于2020-07-29）.

## 外部連結
- 座間神社 （页面存档备份，存于）（座間神社的官方網站）
- 座間・伊奴寝子神社(いぬねこじんじゃ) （页面存档备份，存于）  -- YouTube（2013年3月以前の訪問記）